# William Playfair

Wykres kołowy z pracy Playfaira pt. Statistical Breviary z 1801. Diagram przedstawia proporcje rozmieszczenia geograficznego Imperium Osmańskiego na trzech kontynentach: w Azji, w Europie i w Afryce

William Playfair (ur. 1759, zm. 1823) – brytyjski inżynier, ekonomista i statystyk, pionier wykorzystania wykresów i diagramów do prezentacji danych statystycznych. Jako pierwszy prezentował dane w postaci diagramu kołowego czy wykresu słupkowego.
W 1786 roku opublikował The Commercial and Political Atlas, w którym zaprezentował pierwsze wykresy liniowe i słupkowe. Swoją pracę nazwał "atlasem", bo przygotowane przez niego wizualizacje danych wykorzystywały zasady zapożyczone z kartografii.